# Прапор Корця
Прапор Ко́рця — офіційний символ м. Корець. Затверджений 18 вересня 1995 року сесією Корецької міської ради.

## Опис
Квадратне полотнище, на червоному тлі зображено герб міста, з трьох сторін (крім древкової) має лиштву з синіх та жовтих трикутників.

## Автор
Автор — Ю. П. Терлецький.